# Kevin Absillis
Kevin Absillis (ur. 1980) – belgijski językoznawca i literaturoznawca. W swojej działalności naukowo-badawczej zajmuje się literaturą flamandzką, dziejami piśmiennictwa flamandzkiego i holenderskiego oraz nacjonalizmem kulturowym we Flandrii i ideologiami językowymi.
Doktoryzował się w 2008 r. Komercyjne wydanie jego pracy dysertacyjnej (Vechten tegen de bierkaai. Over het uitgevershuis van Angèle Manteau, 1932–1970) pojawiło się w 2010 r., a w 2013 r. otrzymało nagrodę Pil-Van gastelprijs. Od 2010 r. wykłada na Uniwersytecie w Antwerpii. Piastuje stanowisko docenta (2019).
Współredagował książki: Hugo Claus tot hoelahoep. Vlaanderen in beweging, 1950–1960 (2007), De manke usurpator. Over Verkavelingsvlaams (2012), Literatuurwetenschap en uitgeverijonderzoek (2012), De plicht van de dichter. Hugo Claus en de politiek (2013). Jego dorobek obejmuje także liczne artykuły naukowe.

## Wybrana twórczość
- Vechten tegen de bierkaai. Over het uitgevershuis van Angèle Manteau, 1932–1970 (2010)[1]
- From now on we speak civilized Dutch: the authors of Flanders, the language of the Netherlands, and the readers of A. Manteau (2009)[3]
- Beware of the Weeds: Understanding Flemish Linguistic Purism as a Utopian Discourse (współautorstwo, 2016)[4]